# یوناس پینسکوس
یوناس پینسکوس (انگلیسی: Jonas Pinskus؛ زادهٔ ۲۲ سپتامبر ۱۹۵۹) سیاست‌مدار اهل لیتوانی است.